# Tribu Karaevli

Timbre Karaevli

La tribu Karaevli est une tribu Oghouzes.

## Mentions
Selon l'épopée d’Oghuz Khagan, elle fait partie des vingt-quatre tribus oghouzes.
Elle est également mentionnée comme la douzième des vingt-deux tribus oghouzes du Recueil des langues turques de Mahmoud de Kachgar.
Le mot « Karabölük » était utilisé dans le sens de tente noire (en turc : KARA) qui veut dire noire.